# All-India Rajinikanth Fans Association
All-India Rajinikanth Fans Association – indyjskie stowarzyszenie skupiające fankluby aktora Rajinikantha.
Jego siedziba mieści się w Ćennaj. Zrzesza oficjalne organizacje fanowskie, tylko jego członkowie otrzymują specjalne identyfikatory, tylko oni mają również prawo do tworzenia zarejestrowanych mandramów. Prowadzi szeroko zakrojoną działalność społeczną, finansuje edukację czy leczenie swoich działaczy, udziela im również wsparcia w sytuacjach kryzysowych. Rajnikanth ustalił maksymalną liczbę oddziałów organizacji na 20 tys., stąd istnieje też wiele jednostek formalnie nie afiliowanych przy stowarzyszeniu.